# Мухаммед Вафа-и Керминеги
Мухаммед Вафа-и Керминеги (узб. Мухаммад Вафо-и Карминаги) (1685 — 1769) — историк эпохи Бухарского ханства.

## Биография
Бухарский историк Мухаммед Вафа-и Керминеги родился в 1685 году в Бухаре.
Начальное образование он получил в Бухаре.
Мухаммед Вафа-и Керминеги ведал ханской библиотекой при бухарских правителях Мухаммад Рахимбие, Даниял аталыке.
Его главное сочинение «Тухфа-и хани», написано вместе с другим историком Алим-беком ибн Ниязкулибеком в 1750-х — 1760-х годах. В сочинении приводятся данные о возрастающем значении Мухаммед Рахим-бия аталыка из узбекского племени мангыт на политические события в Мавераннахре. В «Тухфа-и хани» (ханский подарок), иначе Тарих-и Рахим-хани (Рахимханская история) излагаюся события в Мавераннахре, главным образом в Бухаре, в аспекте исторических событий, внутренних и внешних, в период с 1747 г. до 1780-х гг.

## Смерть
Мухаммед Вафа-и Керминеги умер в 1769 году.